# 화성-11나형

《화성-11나》형의 형태

《화성-11나》형은 북한의 고체연료 단거리 지대지 미사일(SRBM)이다. KN-24 혹은 북한판 에이태킴스, 선군 에이태킴스라고도 부른다.

## 역사
2019년 8월 11일, 북한은 10일 함경남도 함흥 일대에서 발사한 2발의 단거리 발사체를 "새 무기의 시험사격"이었다고 주장하면서 관련 사진을 공개했다. 북한이 공개한 사진을 보면 미사일은 2개의 사각형(박스형) 발사관을 탑재한 무한궤도형 이동식발사차량(TEL)에서 발사됐다. '북한판 신형 전술 지대지 탄도미사일'로 볼 수 있는 이 유도무기가 공개된 것은 처음이다. 이 미사일은 전날 발사 때 정점고도 약 48㎞를 나타냈고, 400여㎞를 비행했다. 최대 속도는 마하 6.1 이상으로 분석됐다. 북한이 이날 "또 하나의 새 무기체계를 완성했다"고 공표한 것을 볼 때 최대사거리는 500㎞ 안팎으로 추정된다.
2019년 8월 17일, 김정은 북한 국무위원장이 16일 '새 무기' 시험사격을 하면서 "우리를 상대로 불장난 질을 해볼 엄두도 못 내게 만드는 것이 확고부동한 의지"라고 말했다고 조선중앙통신이 보도했다. 합동참모본부는 16일 "북한이 오전 8시 1분, 8시 16분쯤 강원도 통천 북방 일대에서 동해상으로 발사한 미상의 단거리 발사체 2발을 포착했다"고 발표했다. 합참에 따르면 이 발사체의 고도는 약 30㎞, 비행거리는 약 230㎞, 최대속도는 마하 6.1 이상으로, 지난 10일 함경남도 함흥 일대에서 2발이 발사된 미사일(고도 48㎞, 비행거리 400여㎞, 마하 6.1 이상)과 유사한 비행 특성을 보였다. 동해상의 섬에 거의 오차없이 정확하게 목표물에 명중하는 사진을 게재했다. 정밀유도기능이 있다는 의미이다.
2019년 8월 24일, 합동참모본부는 "우리 군은 오늘 오전 6시45분께, 7시2분께 북한이 함경남도 선덕 일대에서 동해상으로 발사한 단거리 탄도미사일로 추정되는 미상의 발사체 2발을 포착했다"고 밝혔다. 합참에 따르면 북한이 이번에 발사한 단거리 탄도미사일의 최고 고도는 97 km, 비행거리는 380 km, 최대 비행속도는 마하 6.5 이상으로 탐지됐다. 전문가들은 북한이 이번에 발사한 발사체가 지난 10일과 16일에 쏜 '북한판 에이태큼스'로 불리는 신형 단거리 탄도미사일일 것으로 보고 있다.
2020년 3월 21일, 오전 평안북도 선천 일대에서 북한이 두 발의 발사체를 북동쪽 동해상으로 발사했는데, 이튿날 이 미사일이 통상 단거리 탄도미사일을 뜻하는 전술유도무기로서 김정은 국무위원장이 시범사격을 참관했다고 밝혔다. 북한은 신형 전술 지대지 미사일 KN-24의 두 번째 폭발 장면을 공개하고 동해상에 있는 섬을 타격하는데 성공했다고 주장했다. 특히 지난해 8월 두 차례 발사한 각각 두 발의 연사 간격도 15분, 16분에서 5분으로 단축했다.
2020년 10월 10일, 조선로동당 창건일 열병식에서 KN-24 2발을 탑재한 장갑차 9대가 공개되었다. 천영우 전 청와대 외교안보수석은 “우리 국민이 남북 평화 무드에 젖어있는 동안 미국에 대한 북한의 위협에 비해 대한민국에 대한 위협이 현저히 증대되었음을 확인할 수 있었다”고 평가했다. 그는 “우리 안보의 가장 심각한 위협은 북한이 지난 1년간 미친듯이 시험 발사에 매달렸던 고체 연료 단거리 전술 미사일”이라고 했다.
2021년 10월 11일, 국방전람회 《자위-2021》에서 명칭이 '《화성-11나》형' 및 '《화성포-11나》형'임이 공개되었다.

## 평가
2020년 3월 23일, 독일의 미사일 전문가인 마커스 실러 박사는 미국의소리(VOA) 방송에서, "북한은 KN-24를 통해 집이나 어떤 다른 작은 목표물도 타격할 수 있는 것으로 보인다"며 "북한은 400km 범위 내 외과절제식 타격 능력을 보유하고 있다"고 했다. 이어 "북한이 대량 실전배치한 스커드 계열은 상당히 정확도가 떨어지는 반면 최근 선보인 신형무기들은 하나같이 정밀타격 능력의 고도화를 추진하고 있다"고 덧붙였다.
2020년 3월 25일, 38노스는 북한판 에이태킴스는 최고도달고도 약 50km, 410 km를 날았으며, 500 kg 이상의 탄두를 실을 수 있는 수준이라고 평가했다. 직경 610mm인 에이태킴스보다 큰 것으로 추정했다. 38노스는 북한이 2017년 2월 공개한 구 모양의 핵폭발 장치 지름이 600mm 정도였다면서 탄두 부분에 이 장치를 설치하려면 KN-24의 몸통 직경이 700mm에서 750mm는 돼야 한다고 봤다. 그러면서 이는 38노스가 자체 추정한 KN-24의 직경인 700~850mm와 부합한다고 평가했다. KN-24 본체의 직경은 최대 800㎜로 지름 600㎜의 핵탄두 탑재가 가능할 수 있다고 미사일 전문가인 마이클 앨먼 영국 국제전략문제연구소(IISS) 비확산핵정책국장이 38노스에서 밝혔다.
북한은 무기 정확도를 높이기 위해 KN-24에 GPS를 부착한 것으로 추정된다.
미국 미사일 전문가인 브루스 베넷 랜드연구소 선임연구원은 "2010년 연평도 포격 당시와는 달리 북한이 이제 정확도 높은 타격이 가능하다는 것을 과시하고 있다"고 말했다. 베넷 연구원은 "(에이태큼스가) 또 다른 신형 무기인 KN-23 북한판 이스칸데르처럼 하강 단계에서 자유낙하한 뒤 다시 상승하는 풀업 기동이 가능하다면 (한국군과 주한미군이) 요격에 상당한 어려움을 겪을 수 있다"고 지적했다. 그러면서 "두 신형 미사일 모두 비슷한 사거리를 보유한 만큼 북한군이 먼 거리에서 후방 표적물인 군 공항, 활주로를 정밀타격 할 수 있다"며 "(한국군과 주한미군의) 공중전력을 통한 타격을 어렵게 할 수 있다"고 전망했다.
410 km 사거리는, 북한이 휴전선에서 상당히 뒤로 후퇴한 지역에서도 부산까지 닿는 거리다.

KN-24의 정확도는 35m의 원형오차 가능성(CEP)이다.

## 핵탄두

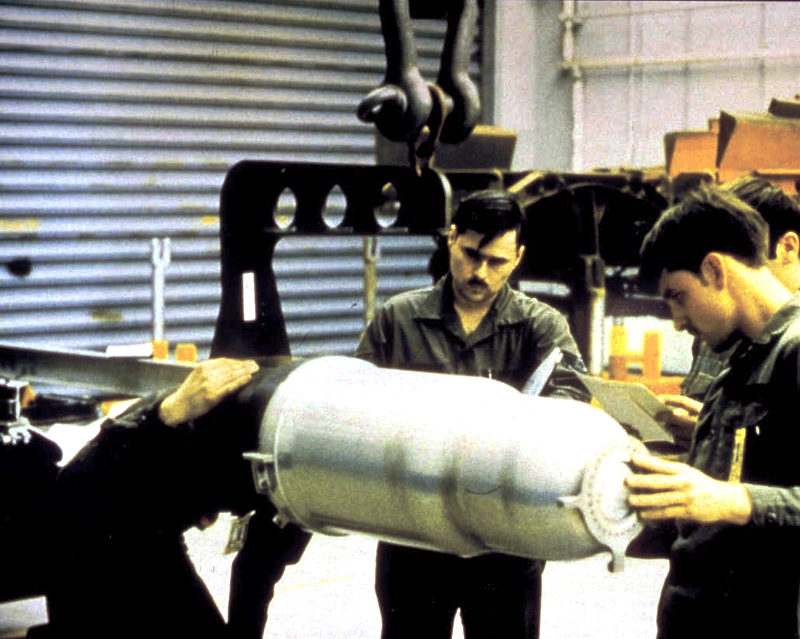
무게 130 kg 폭발력 5-150 kt W80 핵탄두

전문가들은 KN-24에 핵탄두를 장착할 수 있다고 보지만, 수소폭탄이 아닌 KN-08 핵탄두를 장착할 것으로 추측하고 있다.
그러나 KN-24는 북한판 에이태킴스라고 부르며, 에이태킴스 재래식 미사일은 랜스 핵 미사일의 후속버전이다. 랜스 미사일은 100 kt W70 수소폭탄을 장착했다.
북한이 아직은 에이태킴스용 수소폭탄 실물을 공개하지 않아서, 개발계획은 없거나 있어도 미완성으로 추정되지만, 앞으로 개발할 가능성이 없다고는 할 수 없는 이유는, 미국은 에이태킴스용 수소폭탄을 토마호크 순항미사일, 전투기용 자유낙학 B61 핵폭탄, 단거리 탄도미사일, 이렇게 세가지 운반수단에 한가지 수소폭탄 모델을 사용하기 때문이다. 다목적 용도로 사용할 수 있다.
영국은 WE.177 핵폭탄을 헬기에서도 사용했다. 따라서, 북한이 W80과 같은 소형 수소폭탄을 전혀 안 만든다면 모를까, 만든다면, 다목적으로 사용하는 모델을 하나 만들 가능성이 있다.

## GPS
북한이 어떤 GPS 수신기를 장착했는지는 알 수 없지만, 2020년 기준으로, 미국의 GPS, 러시아의 글로나스, 유럽의 갈릴레오, 중국 베이더우 등 4종의 측위 위성 신호를 동시에 수신하는 멀티밴드 고정밀 수신기를 민간에서 판매중이다. 정확도는 cm 급이다. 일반인들이 사용하는 스마트폰 GPS 오차가 종전의 5 m에서 30 cm 수준으로 줄어들었다. 군사용 GPS 수신기라면 엄청나게 고정밀 위치측정이 가능하다.
2019년 10월 1일, 중국 정부는 건국 70주년 열병식에 군용 차량 580대가 동원했는데, 베이더우 시스템과 5G 통신 장비를 이용해 행렬이 기준선에서 좌우로 1cm 이상 벗어나지 않게 했다.

## 대응
보통, 북한의 지대지 미사일인 스커드 미사일은 정밀유도가 안되어서 활주로 공격이 불가능하다고 알려졌다. 그러나 KN-24는 GPS 유도여서 활주로 공격이 가능해졌다. 즉, 한국의 공군기지가 10곳이라고 하면, KN-24는 2발이 장착된 장갑차이므로, 5대만 동원되어 새벽에 10발을 발사하면, 10개 공군기지의 활주로가 파괴되어, 복구 전까지 거기에 있는 모든 전투기가 이륙을 못한다.
이에 대한 대비책은, 공격헬기, 경공격헬기, 수송헬기의 무장, 수직이착륙기, 항공모함 등 고정되지 않은 시설에, 활주로가 없어도 이착륙이 자유로운 무기체계의 대량배치가 반드시 필요하다. 물론 그런 무기체계도 항상 고정된 곳에 배치해 두면 안되고, 자주 배치장소를 이동시켜야 한다. 또한, 방공망을 더욱 강화하여 북한의 기습 도발에도 빠르게 상황을 파악하고 강력하게 응징할 수 있어야 한다. 그래서 현재 대한민국은 WMD 대응 및 방공 능력을 급격히 향상시키고 있다.

## 같이 보기
- KTSSM - 한국형 에이태킴스